# Bernd Siefert
Bernd Siefert (* 23. Januar 1967 in Urach) ist ein deutscher Konditormeister und ehemaliger Weltmeister des Konditorhandwerks.

## Leben

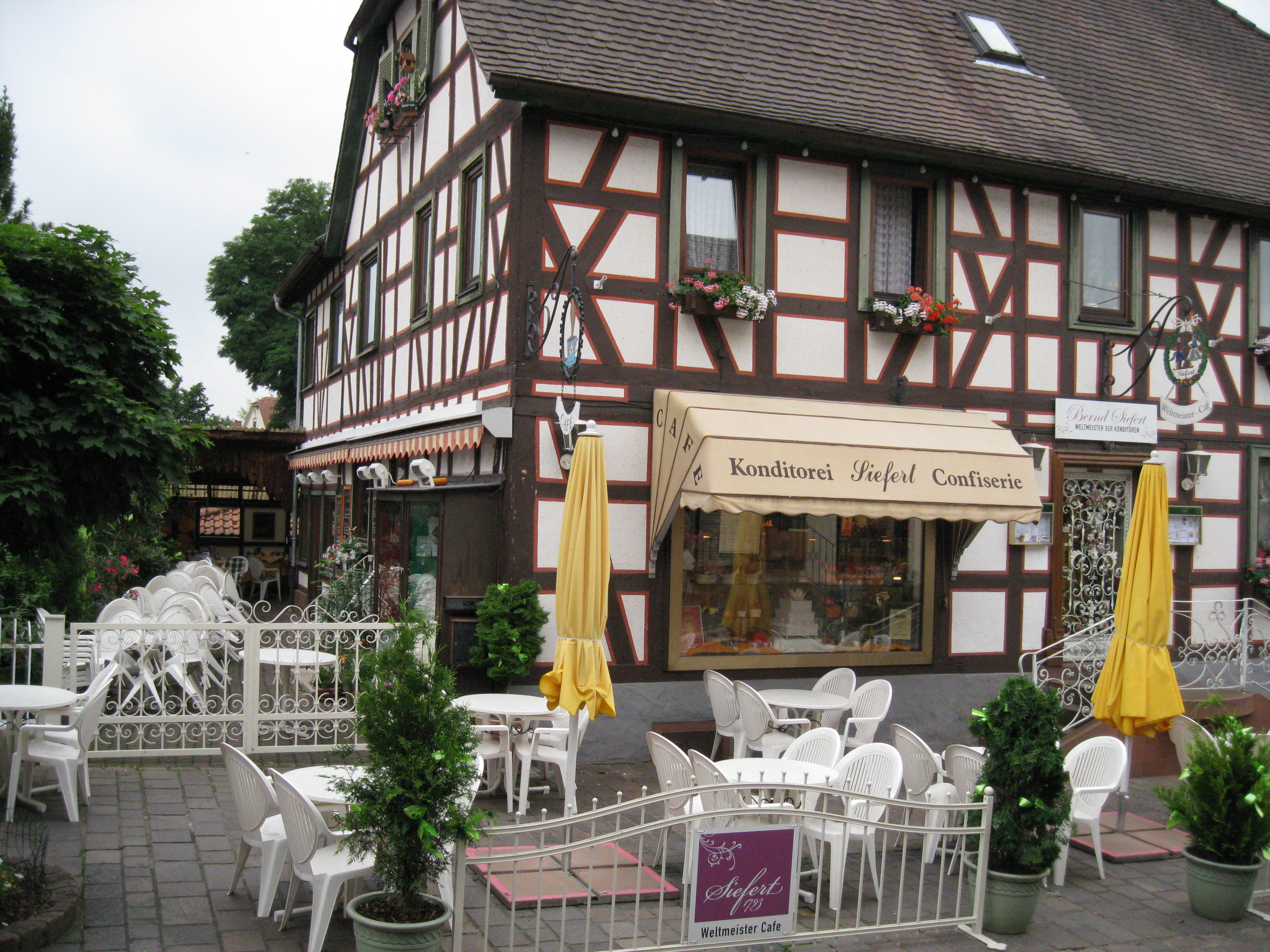
Café Siefert in Michelstadt, 2012

Bernd Siefert, der schon als Sechsjähriger im elterlichen Betrieb mithalf, erlernte seinen Beruf bei Willi Pfund, Chef de Dekor bei der Confiserie Sprüngli in Zürich. 1997 erhielt er gemeinsam mit Manfred Bacher bei den Weltmeisterschaften des Konditorhandwerks den Titel zugesprochen. Darüber hinaus war er sechsmal hintereinander deutscher Meister, so oft wie noch niemand vor ihm, und wechselte schließlich ins Trainerlager.
Als Trainer der deutschen Konditor-Nationalmannschaft bereitet er die Teilnehmer seit 2004 auf die Weltmeisterschaften vor. Daneben ist Bernd Siefert auch als Berater für namhafte Schokoladen- und Eishersteller tätig. Er ist Autor mehrerer Bücher und wird häufig zu Fernseh- und Radiosendungen eingeladen. Seit 2002 führt er in seiner Heimatstadt Michelstadt im Odenwald gemeinsam mit seiner Schwester Astrid Siefert die Geschäfte der elterlichen Konditorei Café Siefert.

## Werke
- Sweet Gold: Torten, Desserts, Zucker. Matthaes, Stuttgart 2005, ISBN 3-87515-101-1.
- mit Astrid Siefert: Lady Marmelade: Die süße Verführung – Marmeladen, Konfitüren, Gelees und Fruchtaufstriche selber machen und kreativ beim Kochen einsetzen. Essento, Hannover 2007, ISBN 978-3-940335-00-5.
- Sweet Gold 2: Pralinen, Marzipan, Eis. Matthaes, Stuttgart 2008, ISBN 978-3-87515-105-3.
- Weihnachtsbäckerei: Meine Backrezepte für die Weihnachtszeit. Tre Torri, Wiesbaden 2009, ISBN 978-3-941641-05-1.
- Kuchen, Tartes & Cupcakes. Matthaes, Stuttgart 2011, ISBN 978-3-87515-115-2.

## Film/Fernsehen
- Odenwälder Schokolade auf japanisch. Wie Bernd Siefert von Michelstadt nach Tokio aufbricht. Fernseh-Reportage, Deutschland, 2009, 30 Min., Buch und Regie: Sebastian Kisters, Erstsendung: 5. April 2009 in Hessischer Rundfunk, Redaktion: hessenreporter, Inhaltsangabe von ARD.
- „Tortenschlacht“ (VOX), als Pate und Juror in der neuen Backshow am Samstagnachmittag, seit 2. November 2013
- "Wer kann, der kann" (Netflix) als Juror seit 2020